# De Fem Tigergeneralerna
Konungadömet Shus Fem Tigergeneraler (kinesiska: 五虎將, Wu hu jiang) under perioden De tre kungadömena var de fem tappraste generalerna:
- Guan Yu (关羽, född 160, död 219)
- Huang Zhong (黄忠, född 148, död 221)
- Ma Chao (马超, född 176, död 222)
- Zhang Fei (张飞, född 168, död 221)
- Zhao Yun (赵云, född 168, död 229)